# Bosentán
El bosentán es un antagonista dual del receptor de la endotelina, usado en el tratamiento de la hipertensión pulmonar (HTP). Está licenciado en la Unión Europea y en Estados Unidos, así como en otros países, por Actelion Pharmaceuticals con el nombre comercial de Tracleer®.

## Mecanismo de acción
Bosentan es un antagonista competitivo de endotelina 1 en los receptores endotelina A (ET-A) y B (ET-B). Bajo condiciones normales, la uniòn de ET1 a los receptores ET-A o ET-B provoca vasoconstricción a nivel pulmonar. Al bloquear esta unión, bosentan produce disminución de la resistencia vascular. Bosentan posee una afinidad ligeramente superior por ET-A que ET-B.

## Uso clínico
Bosentan es indicado principalmente para el tratamiento de hipertensión pulmonar**. En el año 2007, Bosentan fue aprobado en la Unión Europea para el tratamiento de úlceras digitales en pacientes con esclerosis sistémica progresiva.

## Riesgos adversos
Debido a la potencial hepatotoxicidad, la FDA sugiere monitoreo mensual de la función hepática. Además, existe riesgo de depresión medular, motivo por el que se evaluará con hematocrito de forma periódica.  La interacción con anticonceptivos orales hace recomendable buscar otras alternativas de anticoncepción. El bosentan presenta riesgos de teratogenicidad, motivo por el cual está contraindicado durante el embarazo.